# Hans Neumayer
Hans Neumayer (* 10. Januar 1956 in Moosburg an der Isar) ist ein ehemaliger deutscher Radrennfahrer.
1980 gewann Hans Neumayer, der für die RSG Nürnberg startete, Köln-Schuld-Frechen, die Tour de l’Yonne und wurde deutscher Meister im Straßenrennen der Amateur. Anschließend wurde er Profi und 1981 sowie 1982 deutscher Meister im Straßenrennen in dieser Kategorie. 1982 wurde er zudem Dritter der deutschen Meisterschaft im Zweier-Mannschaftsfahren, gemeinsam mit Hans-Peter Jakst. Im selben Jahr startete er bei der Tour de France, gab aber schon während der zweiten Etappe auf. 1983 konnte er eine Etappe der Schweden-Rundfahrt gewinnen. Neumayer blieb Profi bis 1988, konnte jedoch nach 1982 nur noch kleinere Siege erringen.